# Cherrytree Records
A Cherrytree Records é uma gravadora afiliada à Interscope Records que foi fundada em 2005 por Martin Kierszenbaum. A gravadora possui foco em artistas novos que têm um excelente potencial de crescer no mundo musical e está ultimamente afiliada a Universal Music Group.

## Artistas
- Tokio Hotel
- Cinema Bizarre
- Lady Gaga
- t.A.T.u. - (sairam da gravadora em 2006)
- Sting
- Robyn
- Colette Carr
- Flipsyde
- The Feeling
- Natalia Kills
- Feist
- LMFAO
- Noah and the Whale
- The Pipettes
- Space Cowboy
- La Roux
- Tommy Sparks
- Far East Movement
- Chelsea Korka